# エスティローダー
エスティ・ローダー・カンパニーズ・インク（Estée Lauder Companies, Inc.）は、アメリカ合衆国に本拠を置く化粧品・スキンケア用品・ヘアケア用品・香水の世界的な製造および販売メーカーである。多くの化粧品などのブランドを傘下に収める。

## 歴史
1946年にジョーゼフ・ローダーとエスティ・ローダーによってニューヨーク州ニューヨーク市で創始された。最初は、万能クリーム、クリーム状のパック、クレンジングオイル、スキンローションの4種類しか製品がなかったが、2年後には、ニューヨークの大手百貨店、サックス・フィフス・アベニューにコーナーを設けるまでになった。
その後、15年間に渡って彼らはアメリカ国内での販売を続け、その業績を拡大し続けた。1960年には、ロンドンのハロッズ百貨店に出店し、ついに国際的な会社へと成長を遂げた。翌年にはさらにアジア圏にも進出し、イギリスの植民地の香港にも支部を置いた。
1964年には、男性用の化粧品やスキンケア用品を扱う、「Aramis Inc.,」を興した。1967年に、エスティはビジネス誌や経済誌で「アメリカのビジネス界でもっとも活躍した女性10人」のうちの1人として、編集者たちからその業績を高く評価された。さらに翌年には、イェシーヴァ大学の分校である「Albert Einstein College of Medicine」から、「Spirit of Achievement Award」を授与されている。そのさらに翌年には、クリニーク（Clinique Laboratories, Inc）を興し、ますます活動を拡大した。
エスティローダーとその傘下ブランドの商品は、今や世界中の百貨店やアウトレットショップで販売されている。従業員の数は2万人以上にのぼり、2003年にはその販売額が50億ドルを上回った。2004年2月にエスティローダーは、10代の女性をターゲットとする安価なドラッグストアコスメ「jane」を発売した。

## 日本における歴史
日本には1967年に支社を開設、翌年に東京と大阪での販売を開始した。1970年には外国の男性向け化粧品としては最も初期に「アラミス」ブランドの販売を開始し、さらに1976年には日本法人を開設した。
その後1970年代から1990年代にかけて「クリニーク」や「オリジンズ」、「ボビイ ブラウン」や「マック」ブランドを投入した。2000年代には「ドゥ・ラ・メール」を投入した他、「アヴェダ ライフスタイルサロン＆スパ」も開設した。

## 同族経営
この会社の議決権株式の90%以上が今もローダー家で占められており、エスティの孫息子が重役を務めているなど、同族経営色が強い。ホワイトハウスの顧問・議長で、前期社長・会長のレナード・ローダー（Leonard Lauder）、現在の会長で、アメリカの駐オーストリア大使、ロナルド・ローダー（Ronald Lauder）はエスティ・ローダーの息子。
またローダー家は東欧系ユダヤ人の家系で、祖国のハンガリー・ブダペストのレストラン、グンデルの経営に深く関わっている。()

## 広告
現在のイメージモデルは、グウィネス・パルトロウとキャロリン・マーフィー。

## エスティローダーグループ傘下ブランド
コスメ・香水関連
- エスティ・ローダー
- クリニーク (CLINIQUE)
- メイクアップ・アート・コスメティックス（MAC）
- アヴェダ（Aveda）
- オリジンズ（Origins）
- プリスクリプティブ（Prescriptives）
- ボビイ・ブラウン（Bobbi Brown）
- アラミス（Aramis）
- ドゥ・ラ・メール (LA MER)
- ジョー・マローン（Jo Malone）
- バンブル・アンド・バンブルBumble and bumble

ファッション関連
- トミーヒルフィガー
- スティラ
- ダナ・キャラン
- ケイト・スペード（kate spade beauty）
- マイケル・コース（Michael Kors）
- ダルファン（Darphin）
- ロダン・アンド・フィールズ（Rodan and Fields）
- Glam Glow
- Too faced